# Дружкув-Пусти
Дружкув-Пусти (пол. Drużków Pusty) — село в Польщі, у гміні Івкова Бжеського повіту Малопольського воєводства.
Населення — 306 осіб (2011).
У 1975-1998 роках село належало до Тарновського воєводства.

## Демографія
Демографічна структура станом на 31 березня 2011 року:
|          | Загалом | Допрацездатний вік | Працездатний вік | Постпрацездатний вік |
| -------- | ------- | ------------------ | ---------------- | -------------------- |
| Чоловіки | 159     | 54                 | 90               | 15                   |
| Жінки    | 147     | 37                 | 81               | 29                   |
| Разом    | 306     | 91                 | 171              | 44                   |